# 루시아누 두 발리

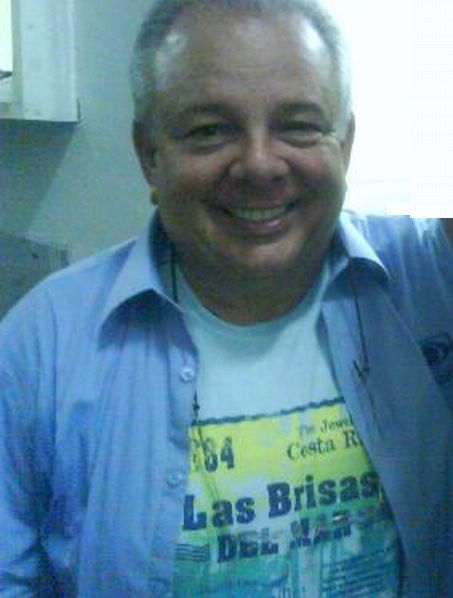
루시아누 두 발리 케이호스

루시아누 두 발리 케이호스(포르투갈어: Luciano do Valle Queirós, 1947년 7월 4일 ~ 2014년 4월 19일)는 브라질의 스포츠캐스터, 사회자, 저널리스트이다. 상파울루주의 캄피나스 출신으로, 1980년대부터 1990년대까지 배구, 농구, 권투, 축구, 자동차 경주 등 다양한 스포츠 중계를 맡았다.
1971년부터 1982년까지 브라질의 방송국 헤지 글로부에서 몇몇 방송을 진행했으며, 1982년부터 1983년까지 헤지 레코드로 옮겨 활동하였다. 이후 1983년부터 2003년까지 헤지 반데이란치스 소속으로 있었으며, 2003년 헤지 레코드로 복귀한 뒤 2006년 헤지 반데이란치스로 다시 옮겼다.
2014년 4월 19일 미나스제라이스주의 우베를란지아에서 열린 아틀레치쿠 미네이루와 SC 코린치안스 파울리스타와의 캄페오나투 브라질레이루 세리이 A 경기를 중계하기 위해 이동하던 도중 심근 경색으로 사망하였으며, 사망 이후 캄피나스에서 장례식이 거행되었다.